# Renault Type GV
Der Renault Type GV war ein Personenkraftwagenmodell der Zwischenkriegszeit von Renault. Er wurde auch 18 CV genannt.

## Beschreibung
Die nationale Zulassungsbehörde erteilte am 16. Oktober 1920 seine Zulassung. Im gleichen Jahr endete die Produktion. Als Variante von Renault Type FS und Renault Type GR hatte das Modell weder Vorgänger noch Nachfolger.
Der wassergekühlte Vierzylindermotor mit 95 mm Bohrung und 160 mm Hub hatte 4536 cm³ Hubraum. Die Motorleistung wurde über eine Kardanwelle an die Hinterachse geleitet. Die Höchstgeschwindigkeit war je nach Übersetzung mit 63 km/h bis 87 km/h angegeben.
Der Wendekreis war mit 14 bis 15 Metern angegeben. Das Fahrgestell wog 1565 kg Zur Wahl standen Torpedo mit vier Sitzen und Limousine.